# Гідроударник
Гідроуда́рник (рос.гидроударник, англ. hydraulic hammer drill, нім. Wasserschlagbohrer m) — гідравлічна вибійна бурова машина, яка приводиться в дію енергією потоку промивальної рідини, що нагнітається з поверхні насосом по колоні бурильних труб; використовується для буріння в породах середньої і високої міцності.
Гідроударник належить до машин прямої дії з клапанною системою розподілу рідини.
Енергія одиничного удару 8—70 Дж, частота 1100—3600 хв-1, перепад тиску 0,5—3,0 МПа.